# Quan hệ Campuchia – Trung Quốc
Quan hệ song phương giữa vương quốc Campuchia và Cộng hòa Nhân dân Trung Hoa đã được tăng cường đáng kể sau khi chiến tranh Việt Nam-Campuchia kết thúc. Trong suốt cuộc chiến, Trung Quốc đã giúp Khmer Đỏ chống lại Việt Nam.

## Lịch sử
Mặc dù Trung Quốc và Campuchia không giáp nhau, hai nước này đã có quan hệ thương mại và văn hóa lâu đời. Hoa kiều tạo nên khoảng 3-5% dân số Campuchia, tức xấp xỉ 350.000 người. Tuy từng bị Khmer Đỏ và người Việt Nam phân biệt đối xử, Hoa kiều sau những thăng trầm vẫn nổi lên là một cộng đồng giỏi kinh doanh. Trung Quốc đã và đang dùng Campuchia như một đối trọng với ảnh hưởng ngày càng lớn của Việt Nam.
Vào giữa thế kỷ 20, Trung Quốc Cộng sản đã ủng hộ Khmer Đỏ chống lại chế độ của Lon Nol trong cuộc Nội chiến Campuchia và sau đó tiếp quản Campuchia vào năm 1975. Ngoài ra, Mao Trạch Đông đã thúc đẩy mối quan hệ tốt đẹp với Hoàng tử Norodom Sihanouk, người cũng đã chiến đấu chống lại Lon Nol và ủng hộ Khmer Đỏ. Khi các lực lượng Chiến tranh biên giới Tây Nam vào năm 1978, Trung Quốc đã hỗ trợ chính trị và quân sự rộng rãi cho Khmer Đỏ.  Năm 1979, các lực lượng Trung Quốc đã tiến hành một cuộc chiến tranh biên giới ngắn ngủi với Việt Nam, một phần để đe dọa Việt Nam rút khỏi Campuchia.
Hội nghị Hòa bình Paris về Campuchia, tháng 7 năm 1989 - tháng 10 năm 1991, đã giải quyết Campuchia quan hệ Trung Quốc và góp phần tái hợp Trung Quốc vào các cuộc đàm phán đa phương lớn. Sau khi Việt Nam rút khỏi Campuchia và cuộc bầu cử do Hoa Kỳ tài trợ vào năm 1993, Trung Quốc đã công nhận và ủng hộ chính phủ dân chủ mới. 

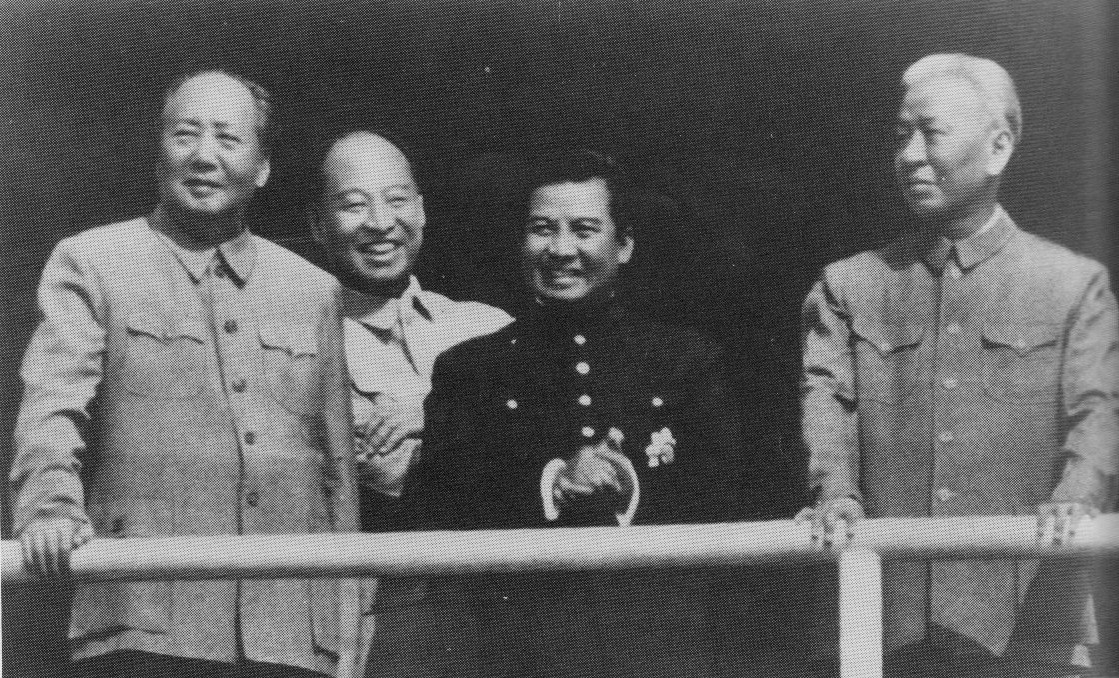
Hoàng tử Norodom Sihanouk cùng Mao Trạch Đông tại Bắc Kinh, Trung Quốc năm 1956

Từ năm 1997, Trung Quốc bắt đầu phát triển mối quan hệ chặt chẽ hơn với chế độ của Thủ tướng Campuchia Hun Sen, người thực sự là một nhà lãnh đạo thân Việt và là một kẻ đào ngũ khỏi Khmer Đỏ trong thời kỳ chiếm đóng của Campuchia. Mặc dù ban đầu ủng hộ đối thủ chính trị của Hun Sen, Hoàng tử Norodom Ranariddh và FUNCINPEC của ông, Trung Quốc đã không hài lòng với những nỗ lực của Ranaridh nhằm xây dựng mối quan hệ gần gũi hơn với Đài Loan, do Trung Quốc tuyên bố là một tỉnh của mình.
Đối mặt với sự cô lập quốc tế sau cuộc đảo chính năm 1997 đưa ông lên nắm quyền, Hun Sen đã xây dựng mối quan hệ chặt chẽ với Trung Quốc, vốn phản đối những nỗ lực của các nước phương Tây nhằm áp đặt các biện pháp trừng phạt kinh tế đối với Campuchia.  Quan hệ chặt chẽ của Trung Quốc với Campuchia cũng đã phục vụ để đạt được đòn bẩy chống lại ảnh hưởng của Việt Nam trong khu vực. Campuchia đã cắt đứt mọi liên kết với Đài Loan và ủng hộ mạnh mẽ việc thống nhất Đài Loan với Trung Quốc.

## Hỗ trợ
Trong chuyến thăm của Thủ tướng Trung Quốc Ôn Gia Bảo từ ngày 7 tháng 4 đến 8 tháng 4 năm 2006, cả hai quốc gia đã ký một số thỏa thuận song phương và một hiệp ước "Đối tác hợp tác toàn diện.". Trung Quốc đa dạng hóa viện trợ và đầu tư vào Campuchia và hứa sẽ cung cấp 600 đô la Mỹ triệu khoản vay và trợ cấp. Trung Quốc đã hủy bỏ phần lớn nợ của Campuchia và cấp khoản vay mới 12,4 triệu đô la Mỹ cho việc xây dựng nhà ở của hội đồng bộ trưởng của chính phủ Campuchia và khôi phục lại ngôi đền và di sản đền Angkor Wat. Khoảng 200 triệu đô la đã được dành làm khoản vay lãi suất thấp cho việc xây dựng những cây cầu bắc qua sông Mê Kông và sông Tonle Sap. Trung Quốc đã xây dựng mối quan hệ mạnh mẽ với Campuchia, có được quyền truy cập vào các cảng biển có thể cho phép Trung Quốc khai thác trữ lượng dầu ở Vịnh Bắc Bộ. Trong chuyến thăm, Thủ tướng Campuchia Hun Sen đã mô tả Trung Quốc là "người bạn đáng tin cậy nhất của Campuchia".

## Thương mại
Thương mại giữa Campuchia và Trung Quốc đạt 4,8 tỷ đô la Mỹ trong năm 2016, so với 732 triệu đô la năm 2006 và đã tăng trung bình 26% trong 10 năm qua. Tuy nhiên, Campuchia có thâm hụt thương mại đáng kể với Trung Quốc, nhập khẩu hơn 3,9 tỷ đô la (vải thô là thành phần lớn nhất) so với xuất khẩu 830 triệu đô la. Người ta ước tính rằng 60% sản phẩm tại các thị trường Campuchia là do Trung Quốc sản xuất vào năm 2006, và 24% hàng nhập khẩu của Campuchia là từ Trung Quốc vào năm 2015. Có nhiều dự án đầu tư quy mô lớn của Trung Quốc tại Campuchia như đập Lower Se San 2 trị giá 40081 triệu USD và dự án cảng nước sâu 3,8 tỷ USD trên bờ biển Campuchia kéo dài 90 km. Theo Trung tâm Nhân quyền Campuchia, chính phủ Campuchia đã nhượng bộ 4,6 triệu ha cho 107 công ty thuộc sở hữu của Trung Quốc từ năm 1994 đến 2012.

## Mối quan tâm
Sự tham gia thống trị của Trung Quốc vào nền kinh tế Campuchia, sự gắn bó chặt chẽ với chính phủ Campuchia và dòng người nhập cư Trung Quốc đã làm dấy lên mối lo ngại về một phản ứng dữ dội của người Trung Quốc từ Campuchia, nhiều người trong số họ phẫn nộ với Trung Quốc vì sự ủng hộ của Khmer Đỏ, đã tiến hành nạn diệt chủng đã cướp đi sinh mạng của hơn 1,7 triệu người Campuchia. Chính phủ Campuchia đàn áp cồng chiêng Pháp, một nhóm tôn giáo bị Trung Quốc cấm và dẫn độ 2 nhà hoạt động Falungong sang Trung Quốc đã bị chỉ trích bởi các hoạt động nhân quyền và ủy ban Liên Hợp Quốc về người tị nạn. Ảnh hưởng của Trung Quốc bị nghi ngờ đang che chở các nhà lãnh đạo Khmer Đỏ thân Trung Quốc khỏi phiên tòa xét xử thường trực vì tội ác chống lại loài người. Nghi ngờ đối xử ưu đãi đối với các công ty Trung Quốc có trụ sở tại Campuchia và bảo đảm lợi nhuận của Quốc hội Campuchia cho các nhà đầu tư Trung Quốc tại nhà máy điện Kamchay cũng gây ra sự chỉ trích rộng rãi về đầu mối chính trị đang gia tăng của Trung Quốc tại Campuchia. 

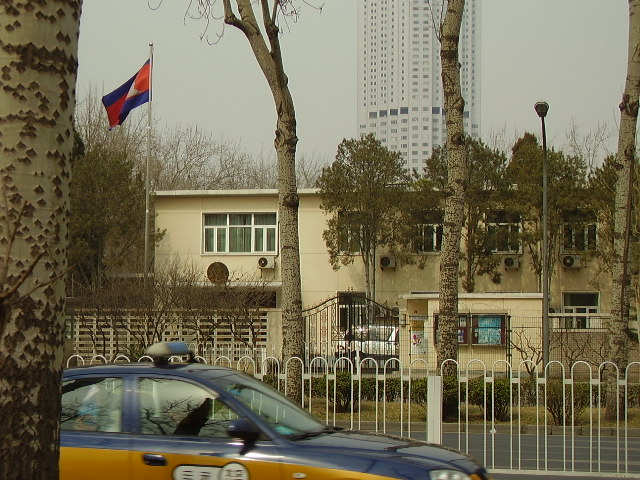
Đại sứ quán Campuchia ở Bắc Kinh, Trung Quốc

Đã có một dòng vốn đầu tư lớn của Trung Quốc vào Campuchia, khi đất nước bắt đầu hàn gắn và ổn định sau nhiều thập kỷ nội chiến và bất ổn trong Chiến tranh Lạnh. Campuchia cũng nhận được một lượng viện trợ đáng gờm từ Trung Quốc; do đó, không nên đánh giá thấp tầm ảnh hưởng của Trung Quốc đối với Campuchia, mặc dù Thủ tướng Hun Sen khăng khăng rằng Trung Quốc không kiểm soát đất nước 15 triệu của ông.  Cần lưu ý rằng chính phủ Campuchia vẫn phụ thuộc rất nhiều vào viện trợ nước ngoài. Không nghi ngờ gì nữa, ảnh hưởng mạnh mẽ của Trung Quốc tại quốc gia này có lợi ích cùng với các vấn đề của nó. Có thể lập luận rằng lợi ích và vấn đề là vấn đề của quan điểm, nhưng điều này không hoàn toàn đúng.
Sự lựa chọn liên kết của Campuchia, không có gì lạ nếu nhìn từ quan điểm thực tế. Không chỉ đất nước có quan hệ văn hóa với Trung Quốc; nó cũng ở gần hơn so với Hoa Kỳ. Với viện trợ của Trung Quốc, đường sá, cầu, và đập trong số những thứ khác đang được xây dựng ở Campuchia; điều này là không thể phủ nhận tích cực cho đất nước. Từ năm 1994 đến 2012, Trung Quốc đã đầu tư tổng cộng 9,17 tỷ USD vào Campuchia. Tuy nhiên, các công ty Trung Quốc đang phát triển và đầu tư vào Campuchia, cũng có xu hướng khai thác tài nguyên thiên nhiên của đất nước. Khai thác gỗ bất hợp pháp và các thỏa thuận mờ ám liên quan đến các thành viên của chính phủ Campuchia và các công ty Trung Quốc đang gia tăng ổn định.
Các dự án khai thác và nhượng bộ đất của chính phủ cho các công ty nước ngoài và trong nước, đang gia tăng số lượng người phải di dời khỏi đất của họ. Strangio mô tả viện trợ của Trung Quốc cho Campuchia là số lượng khoản vay và đô la đầu tư khổng lồ không bị ràng buộc bởi quyền con người hoặc quản trị tốt liên quan đến quyền lực. Điều này có nghĩa là các công ty và các quan chức chính phủ tham nhũng được hưởng lợi từ các khoản đầu tư, sẽ hành động để tối đa hóa lợi nhuận của họ mà ít quan tâm đến quyền con người hoặc luật pháp.
Cộng đồng quốc tế duy trì đòn bẩy đối với chính sách của Campuchia, liên quan đến quyền con người, tham nhũng và quản trị tốt, thông qua việc kiểm soát số lượng viện trợ được đưa ra. Sự gia tăng viện trợ của Trung Quốc không có sự ràng buộc nào; tuy nhiên, đe dọa làm giảm bớt áp lực của phương Tây Campuchia và có thể dẫn đến sự gia tăng vi phạm nhân quyền của chính phủ. Việc trục xuất đất ngày càng trở nên phổ biến ở Campuchia; vào năm 2006 tại tỉnh Mondulkiri, bộ lạc Phong Phong tuyên bố rằng công ty Trung Quốc đã thông đồng với chính phủ Campuchia để buộc họ bất hợp pháp từ quê hương tổ tiên của họ. Các vụ trục xuất gần đây của Boeung Kak và Borei Keila ở Phnom Penh đã được nhiều nhà quan sát nhìn thấy khi Chính phủ Campuchia ngày càng rời xa việc tuân thủ nhân quyền. Dự án đập Sesan do Trung Quốc tài trợ ở phía đông bắc Campuchia, đe dọa hạ thấp nguồn cá và ảnh hưởng đến sinh kế của nhiều người Khmer. Theo ước tính, dự án sẽ giảm 9% trữ lượng cá trong toàn bộ lưu vực sông Mê Kông. 

## Đại sứ quán, lãnh sự quán
- Tại Campuchia :
- Phnôm Pênh (Đại sứ quán)
- Xiêm Riệp (Chi nhánh Văn phòng Đại sứ quán)

- Tại Trung Quốc :
- Bắc Kinh (Đại sứ quán)
- Trùng Khánh (Lãnh sự quán)
- Quảng Châu (Lãnh sự quán)
- Hồng Kông (Lãnh sự quán)
- Côn Minh (Lãnh sự quán)
- Nam Ninh (Lãnh sự quán)
- Thượng Hải (Lãnh sự quán)
- Tây An (Lãnh sự quán)